# Таунай, Феликс
Феликс Эмиль Тауне, барон Тауне (1 марта 1795 — 10 апреля 1881) — франко-бразильский художник, преподаватель рисования и греческого языков. Он был отцом известного писателя и политика Альфредо д'Эскраньоля Тоне, виконта Тоне.

## Биография
Родился в доме, принадлежавшем Жан-Жаку Руссо, в городе Монморанси. Его отец, Николя-Антуан Тоне, также был художником, аристократом и членом недавно основанного Института Франции. Тауне и его отец покинули Францию после поражения Наполеона Бонапарта по приглашению маркиза Мариалвы Педро Хосе Хоакима Вито де Менесеса Коутиньо в Бразилию.
Они прибыли в Бразилию в 1816 году, где Николя-Антуан стал преподавателем истории живописи в Национальной школе изящных искусств (в то время называвшейся Императорской академией изящных искусств). Три года спустя Николя-Антуан вернется во Францию, оставив Феликсу свой пост в Академии. Он стал директором Академии в 1834 году, а в следующем году был назначен преподавателем греческого языка, рисования и литературы молодого императора Педро II. Феликс и император были бы очень близкими друзьями. Затем он женился на Габриэле д’Эскраньоль, сестре Гастана д'Эскраньоль, и переехал жить с ней в дом, который его отец построил в Тижуке, недалеко от водопада. По сей день этот водопад известен как «Каскатинья Тауне».
Он был провозглашен бароном Тауне и награждён орденом Розы, орденом «За заслуги», а также был кавалером почетного легиона в 1851 году. Он также стал членом Бразильского историко-географического института. В последние годы своей жизни Тауне страдал слепотой, из-за чего преждевременно ушел на пенсию.

Перед смертью Тоне произнес: 
«Прощай, прекрасная природа Брезиля! Прощай, ma belle cascade!» (по-французски означает «Прощай, прекрасная природа Бразилии!»). Прощай, мой прекрасный водопад!").